# Eixo do mal (cosmologia)
O "eixo do mal" é um nome dado à aparente correlação entre o plano do Sistema Solar e os aspectos da radiação cósmica de fundo (RCF). Ela dá ao plano do Sistema Solar e consequentemente a localização da Terra, uma importância maior do que seria de se esperar ao acaso – um resultado o qual foi alegado ser evidência contra o princípio copernicano, conforme assumido no modelo de concordância .

## Visão geral
A assinatura de radiação cósmica de fundo em micro-ondas (RCFM) apresenta uma visão direta em larga escala do universo que pode ser usada para identificar se nossa posição ou movimento tem alguma importância em particular. Houve muita divulgação sobre a análise dos resultados da Sonda de Anisotropia de Micro-ondas Wilkinson (WMAP) e da missão Planck que mostram anisotropias esperadas e inesperadas na RCF. O movimento do sistema solar e a orientação do plano da eclíptica estão alinhados com as características da radiação cósmica de fundo, que parecem ser causadas por estrutura na borda do universo observável. Especificamente, em relação ao plano eclíptico, a "metade superior" da RCF é ligeiramente mais fria do que a "metade inferior"; além disso, os eixos quadripolar e octuplo estão separados apenas por alguns graus, e esses eixos estão alinhados com a divisão superior/inferior.
Lawrence Krauss é citado da seguinte forma em um artigo de 2006 no Edge.org: 
Os novos resultados estão nos dizendo que toda a ciência está errada e que somos o centro do universo, ou talvez os dados estejam simplesmente incorretos, ou talvez estejam nos dizendo que há algo estranho nos resultados do fundo de micro-ondas e que talvez, talvez haja algo errado com nossas teorias em escalas maiores.

## Observações
Algumas anomalias na radiação de fundo foram relatadas e que estão alinhadas com o plano do nosso sistema solar. Elas não são explicadas pelo princípio copernicano e sugerem que o alinhamento do sistema solar é especial em relação à radiação de fundo do universo. Land e Magueijo apelidaram este alinhamento em 2005 de "eixo do mal" devido às implicações para os modelos atuais do cosmos, embora vários estudos posteriores tenham mostrado erros sistemáticos na coleta desses dados e na forma como foram processados. Vários estudos dos dados de anisotropia do RCF ou confirmam o princípio copernicano, modelam os alinhamentos em um universo não homogêneo ainda consistente com o princípio, ou tentam explicá-los como fenômenos locais. Algumas dessas explicações alternativas foram discutidas por Copi et al., que alegou que os dados do satélite Planck pode ter esclarecimento significativo sobre se a direção e os alinhamentos eram enganosos. Coincidência é uma explicação possível. O cientista chefe da WMAP, Charles L. Bennett, sugeriu que a coincidência e a psicologia humana estavam envolvidas: "Eu acho que há um pouco de efeito psicológico, as pessoas querem encontrar coisas incomuns."
Dados do Telescópio Planck publicados em 2013 encontraram desde então evidências mais fortes da anisotropia. “Durante muito tempo, parte da comunidade esperava que isto desaparecesse, mas isso não foi”, afirma Dominik Schwarz, da Universidade de Bielefeld, na Alemanha.
Em 2015, não houve consenso sobre a natureza desta e de outras anomalias observadas e a sua significância estatística não é clara. Por exemplo, um estudo que inclui os resultados da missão Planck mostra como as técnicas de mascaramento podem introduzir erros que, quando levados em consideração, podem introduzir várias anomalias, incluindo o eixo do mal, não estatisticamente significativas. Um estudo de 2016 comparou modelos cosmológicos isotrópicos e anisotrópicos com os dados da WMAP e Planck e não encontrou evidências de anisotropia.